# Artocarpus treculianus
Artocarpus treculianus är en mullbärsväxtart som beskrevs av Adolph Daniel Edward Elmer. Artocarpus treculianus ingår i släktet Artocarpus och familjen mullbärsväxter. Inga underarter finns listade i Catalogue of Life.

## Bildgalleri

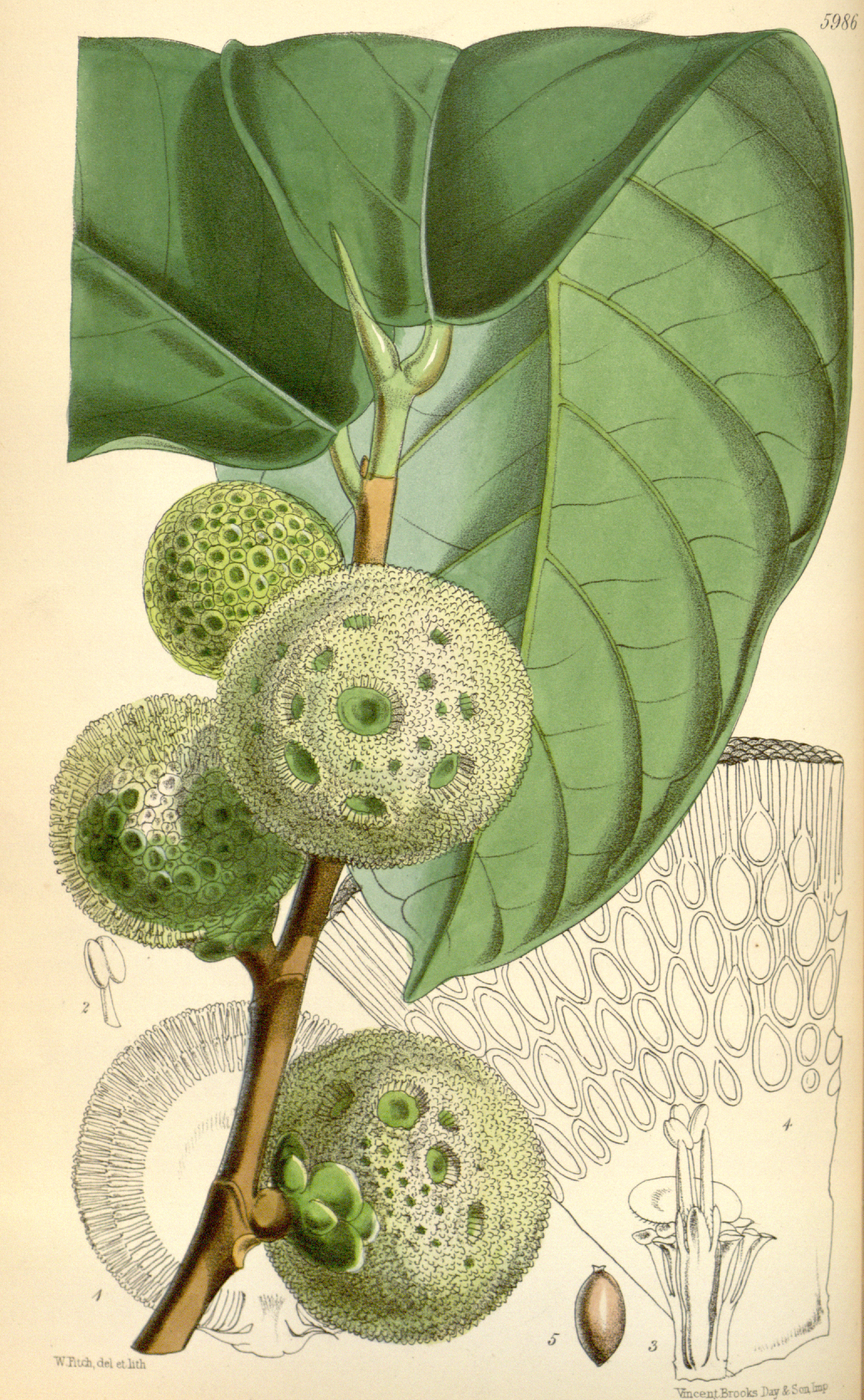